# Tomás Gómez de Nicolás
Tomás Gómez de Nicolás (1860 - Toledo, 19 de abril de 1907), médico, periodista y político republicano español.

## Biografía
Se graduó como bachiller en el Instituto Provincial y Técnico de Toledo con matrícula libre de gastos por su extraordinario expediente (sobresaliente en todas las asignaturas y varios premios honoríficos). Fue alumno interno supernumerario del Hospital de la Princesa de Madrid y logró el único sobresaliente de esta Facultad de Medicina en 1885 en los ejercicios del grado de Licenciado. Fue reconocido además con la Cruz y Placa de la Cruz Roja y trabajó como médico de la Beneficencia Municipal de Toledo, del Cabildo Primado, del personal civil de la Fábrica de Armas de Toledo y de las sociedades obreras «La Humanitaria», «La Protectora» y «El Compañerismo». Durante la epidemia de cólera de 1890 fue inspector de los lazaretos del Ferrocarril y del Puente de Alcántara. Miembro de la Asociación Escolar Republicana, presidió el Comité Federal Toledano y, como concejal del Ayuntamiento de Toledo (llegó a ser quinto teniente de alcalde), planteó iniciativas como la Fiesta del Árbol que, años después, recogida por Luis de Hoyos y Victoriano Medina, derivó en la creación de un jardín, campo de juegos, espacio de demostraciones agrícolas y vivero municipal en la Vega Baja hoy conocido como Parque Escolar. También promovió que ciudad albergase las dependencias del Colegio General Militar. Se integró en el grupo republicano de Toledo junto al fotógrafo Casiano Alguacil; los profesores del Instituto Julián Besteiro y Luis de Hoyos, Enrique Solás, comandante de Infantería retirado y presidente de la Sociedad Filarmónica Toledana; Francisco Palacios, jefe del Cuerpo de Archiveros y Bibliotecarios; los abogados Perfecto Díaz y Francisco Sánchez Bejerano; el industrial Antonio Garijo, el pintor José Vera y el propietario agrícola Perfecto Díaz.
Como periodista, Gómez de Nicolás fundó y dirigió La Idea en Toledo hasta abril de 1905, en que lo sustituyó Magdaleno de Castro, y colaboró en publicaciones madrileñas como Diario Republicano, El Pueblo o La Gaceta de Médicos Titulares entre otras cabeceras de toda España. A la edad 47 años falleció en Toledo el 19 de abril de 1907. Su hijo, también llamado Tomás, fue periodista y en el año 1914, como redactor de El Eco Toledano, fue nombrado secretario de la Asociación de la Prensa de Toledo, en la primera junta directiva formada por esta entidad y en los años veinte ejerció como corresponsal de El Imparcial.